# Mikroregion Pod Chlumem
Mikroregion Pod Chlumem – v likvidaci je svazek obcí v okresu Sokolov, jeho sídlem je Habartov a jeho cílem je regionální rozvoj. Sdružuje celkem 9 obcí a byl založen v roce 2004.

## Obce sdružené v mikroregionu
- Chlum Svaté Maří
- Bukovany
- Dasnice
- Citice
- Habartov
- Kaceřov
- Josefov
- Krajková
- Svatava